# Аеро-клуб Смедерево
АК Смедерево је српски аеро-клуб из Смедерева. Клуб је основан  1952. године.